# European Observatory on Health Systems and Policies
Das European Observatory on Health Systems and Policies (deutsch: Europäisches Observatorium für Gesundheitssysteme und Gesundheitspolitik), gegründet 1998 und offiziell eröffnet im Februar 1999, ist eine Beobachtungsstelle für öffentliche Gesundheit (Public Health Observatorium), die beim Regionalbüro für Europa der Weltgesundheitsorganisation (WHO) angesiedelt ist. Die Einrichtung beobachtet die Entwicklung der Gesundheitssysteme in den Mitgliedstaaten der WHO-Region Europa und stellt der Öffentlichkeit seine wissenschaftlichen Analysen zur Verfügung.
Das Observatorium versteht sich als internationale Plattform für den Austausch und die Diskussion von wissenschaftlichen Erkenntnissen und Erfahrungen zu Gesundheitssystemen und Gesundheitsversorgung in der beobachteten Region.

## Träger
Das Observatorium beruht auf einer vertraglichen Partnerschaft zwischen folgenden Organisationen:
- Regionalbüro für Europa der Weltgesundheitsorganisation (WHO/Europa)
- Europäische Kommission
- Regierungen folgender Staaten: Belgien, Finnland, Großbritannien, Irland, Niederlande, Norwegen, Österreich, Schweden, Schweiz, Slowenien
- Regionalregierung der italienischen Region Venetien, vertreten durch AGENAS (Nationale Agentur Italiens für die regionalen Gesundheitsdienste)[5]
- Gesetzliche Krankenversicherung Frankreichs (Caisse nationale de l’assurance maladie CNAM)[6]
- Health Foundation (Großbritannien)[7]
- London School of Economics and Political Science (LSE)
- London School of Hygiene & Tropical Medicine LSHTM.

## Organisation
Die Beobachtungsstelle besteht aus einem Lenkungsausschuss, einem Kernmanagementteam und Mitarbeitern.
Die Partner entsenden Repräsentanten in den Lenkungsschuss des Observatoriums. Dieser ist für die strategischen Entscheidungen der Einrichtungen zuständig und legt die Forschungsprioritäten in Form von Fünfjahresplänen fest. Die Forschungsagenda wird mit Unterstützung internationaler Experten bearbeitet.

## Standorte
Das Sekretariat befindet sich in Brüssel und wird von WHO Europa betrieben. Die Forschungszentren in London sind beim LSE Department of Health Policy und beim LSHTM Centre for Global Chronic Conditions. Das Forschungszentrum in Berlin beim Fachbereich Gesundheitsmanagement der Technischen Universität Berlin angesiedelt ist.Technischen Universität Berlin.

## Aktivitäten
Das Observatorium erstellt und veröffentlicht wissenschaftliche Analysen zu den Gesundheitssystemen der 53 Mitgliedstaaten der Europäischen Region der WHO und zu mehreren Mitgliedsländer der Organisation für wirtschaftliche Zusammenarbeit und Entwicklung (OECD). Die Analysen beschreiben die Veränderungen der Gesundheitsversorgung unter Berücksichtigung politischer, ökonomische und umweltbedingter Einflüsse auf die Gesundheitssysteme und die öffentliche Gesundheit.